# Tripogon chinensis
Tripogon chinensis är en gräsart som först beskrevs av Adrien René Franchet, och fick sitt nu gällande namn av Eduard Hackel. Tripogon chinensis ingår i släktet Tripogon och familjen gräs. Inga underarter finns listade i Catalogue of Life.